# USS Harrisburg (LPD-30)
El USS Harrisburg (LPD-30) será el 14.º landing platform dock de la clase San Antonio Bloque II de la Armada de los Estados Unidos.

## Construcción
La nave se encuentra en proceso de construcción en el Ingalls Shipbuilding de Pascagoula (Misisipi). Fue colocada la quilla el 30 de enero de 2022.